# 公民协议 (巴伦西亚)
公民协议是西班牙巴伦西亚自治区的一个左翼政党联盟。该联盟成立于2015年3月29日，由巴伦西亚地区联合左翼、巴伦西亚共同体共和左翼、巴伦西亚共同体绿党和建设左翼—社会主义替代组成。该联盟的意识形态是民主社会主义、巴伦西亚主义、加泰罗尼亚民族主义、共和主义、生态主义。该联盟的发言人是伊格纳西奥·布兰科。该联盟的总部位于巴伦西亚。